# Хорн, Мэдди
Мадлен "Мэдди" Хорн (англ. Madeline “Maddy” Horn; род. 10 июня 1911 года, Мичиган, США — ум. 2 июля 1971 года в Ошкоше США) — американская конькобежка. 7-кратная рекордсменка мира, многократная рекордсменка США, многократная чемпионка США, чемпионка Северной Америки (1937).

## Биография
Мэдди Хорн родилась в Мичигане, в семье Эдварда и Анны Юлианы Хорн. Кроме неё в семье была старшая сестра Дорис Фрэнсис, которая умерла рано, в 1920 году и младшая Мэрион Элейн. Когда она была младенцем, её семья переехала в Бивер-Дэм. Её отец был сыроваром в городе. В возрасте 10 лет она начала кататься на коньках на замёрзшей территории своего двора, после чего стала каталась на затопленном теннисном корте в академии Уэйленда. Её увидел тренер из клуба катания на коньках Окономовока и предложил тренироваться. Кроме коньков Мэдди играла в женской баскетбольной команде и команде по софтболу, также занималась теннисом, волейболом и плаванием. Она закончила среднюю школу Бивер-Дэм в 1934 году.
В 1937 году Хорн была на пике своей формы. Установив семь из десяти мировых рекордов в женском конькобежном спорте, она выиграла национальные чемпионаты в помещении и на открытом воздухе, чемпионат Северной Америки на открытом воздухе, чемпионат Канады на открытом воздухе, чемпионат Юго-Запада, чемпионат Миссури-Озарк, чемпионат Великих озёр и чемпионат 10 000 озёр. Всего выиграла национальные чемпионаты в помещении и на открытом воздухе по четыре раза каждый. Мэдди участвовала и в других международных соревнованиях, выиграв несколько гонок в Норвегии. Она выиграла 65 из своих последних 69 гонок.
В 1938 году представляла свою страну на чемпионате мира в Осло, где она заняла 2-е место на дистанциях 500 и 1000 метров. В общем зачете она заняла 4-е место. Хорн была единственной женщиной-конькобежкой, выбранной для представления Соединенных Штатов на Олимпийских играх 1940 года. К сожалению, игры были отменены, когда Соединенные Штаты вступили во Вторую мировую войну. Тогда она завершила карьеру спортсменки. Во время войны она работала на заводе "Allis-Chalmers" в Уэст-Аллисе.

## Личная жизнь
После карьеры конькобежки в 1941 году Мэдди Хорн вышла замуж за Раймонда Шелфхаута, но примерно через год развелась с ним. После войны переехала из родного города Бивер-Дэм в Ошкош, штат Висконсин, где работала в молодёжных программах отдыха в "Oshkosh Recreation Department". В 1955 году она стала директором по мероприятиям в больнице округа Виннебаго. Хорн была первой женщиной из Висконсина, которая стала чемпионкой страны по конькобежному спорту среди женщин и 1966 году её имя было включено в Национальный зал славы конькобежного спорта. Она умерла от рака 2 июля 1971 года и похоронена в Бивер-Дэм, на кладбище Оуквуд.

## Награды
- 14 мая 1966 года - включена в Национальный зал славы конькобежного спорта.[6]